# Różyńsk (gmina)
Różyńsk (początkowo Rożyńsk) – dawna gmina wiejska istniejąca w latach 1973–1976 w woj. białostockim, a następnie w woj. suwalskim (dzisiejsze woj. warmińsko-mazurskie). Nazwa gminy pochodzi od wsi Różyńsk, lecz siedzibą władz gminy był Skomack Wielki.
Gmina została utworzona 1 stycznia 1973 roku w powiecie ełckim w woj. białostockim. W skład gminy weszły sołectwa: Grabnik, Guzki, Klusy, Lepaki Wielkie, Lepaki Małe, Mołdzie, Ogródek, Rogale, Rostki Skomackie, Rożyńsk Wielki i Skomack Wielki.
1 czerwca 1975 roku gmina weszła w skład nowo utworzonego woj. suwalskiego.
1 lipca 1976 roku gmina została zniesiona, a jej tereny przyłączone do gmin:
- Ełk (obszary sołectw: Guzki, Lepaki Wielkie, Mołdzie i Różyńsk),
- Orzysz (obszary sołectw: Klusy, Ogródek i Rostki Skomackie),
- Stare Juchy (obszary sołectw: Grabnik, Rogale i Skomack Wielki).

Nie mylić z pobliską gminą Różyńsk Wielki.